# Saison 2018-2019 du KSC Lokeren
Chronologie
Saison précédente Saison suivante
La saison 2018-2019 du KSC Lokeren voit le club évoluer en Division 1A. C'est la 41e saison du club au plus haut niveau du football belge et la 22e consécutive. Le club participe également à la Coupe de Belgique.

## Préparation d'avant-saison

### Matchs amicaux
| 1er match                     | SK Lochristi | 1 - 9   | KSC Lokeren                                                                                 | Gemeentelijk Sportcomplex, Lochristi |                             |
| Mardi 26 juin 2018 19:30 CEST | ? 12e        | (1 - 1) | Straetman 31e · Mirić 56e 76e · De Ridder 62e 81e · Cevallos 65e 80e 87e · Van Peteghem 78e | Arbitrage : Frank Bruggeman          | Arbitrage : Frank Bruggeman |

| 2e match                         | Avanti Stekene | 0 - 1   | KSC Lokeren   | Groene Putte, Stekene |  |
| Vendredi 29 juin 2018 19:00 CEST |                | (0 - 0) | De Ridder 80e |                       |  |

| 3e match                             | KVV Zelzate | - | KSC Lokeren | Zelzate |
| Dimanche 1er juillet 2018 16:00 CEST |             |   |             |         |

| 4e match                           | Cercle Bruges KSV | - | KSC Lokeren | Stade Jan Breydel, Bruges |
| Mercredi 4 juillet 2018 16:00 CEST |                   |   |             |                           |

| 5e match                         | SV Zulte Waregem | - | KSC Lokeren | Stade Arc-en-ciel, Waregem |
| Samedi 7 juillet 2018 18:00 CEST |                  |   |             |                            |

| 6e match                            | KVC Westerlo | - | KSC Lokeren | Het Kuipje, Westerlo |
| Mercredi 11 juillet 2018 19:00 CEST |              |   |             |                      |

| 7e match                          | AZ Alkmaar | - | KSC Lokeren |  |
| Samedi 14 juillet 2018 15:30 CEST |            |   |             |  |

| 8e match                            | Lommel SK | - | KSC Lokeren |  |
| Mercredi 18 juillet 2018 18:00 CEST |           |   |             |  |

## Statistiques
Les matchs amicaux ne sont pas pris en compte.